# Коростельов Олександр Олексійович
Олександр Олексійович Коростельов (9 жовтня 1887, місто Самара, тепер Російська Федерація — розстріляний 3 вересня 1937, місто Москва, Російська Федерація) — радянський діяч, голова виконавчого комітету Оренбурзької губернської ради, голова Оренбурзького губернського комітету РКП(б), народний комісар шляхів сполучення Киргизької (Казакської) АРСР, голова ЦК Спілки працівників освіти. Депутат Установчих зборів Російської республіки в 1917 році, член ЦВК СРСР 1—5-го скликань. Член Центральної контрольної комісії ВКП(б) у 1922—1925 і 1927—1930 роках.

## Біографія
Народився в родині візника. Рано втратив батька. У чотирнадцятирічному віці став учнем токаря на механічному заводі. Брав участь у виступах робітників за свої права.
Член РСДРП(б) з лютого 1905 року.
Працював на цукровому заводі в село Багатому біля Самари, де організував гурток соціал-демократів, керував страйком. Повернувшись в Самару, був обраний до Ради аграрної групи міського комітету РСДРП(б).
У 1907 році заарештований, незабаром був звільнений. Організував в Самарі підпільну друкарню, де друкувалися прокламації. 30 квітня 1908 року знову був заарештований і висланий на два роки в Усть-Сисольск.
Потім переїхав до Оренбурга, де працював в токарному цеху Головних залізничних майстерень. Поширював в місті газету «Правда», де під псевдонімом А. Алексєєв публікував замітки і листи оренбурзьких робітників.
Після Лютневої революції 1917 року обраний до Оренбурзької ради від Головних залізничних майстерень. З березня 1917 року — голова Оренбурзької об'єднаної ради робітничих і солдатських депутатів. Був редактором газети «Пролетарий». 10 вересня 1917 року очолив Оренбурзький комітет РСДРП(б).
У листопаді 1917 року двічі арештовувався владою отамана Дутова, сидів у Бєловській в'язниці, звідки в грудні 1917 року втік і перейшов до міста Бузулука, де формувалися червоногвардійські загони.
З січня 1918 року — заступник голови Оренбурзького військово-революційного комітету, редактор газети «Известия Оренбургского ВРК».
З квітня 1918 року — голова виконавчого комітету Оренбурзької губернської ради.
У 1918 році — начальник політичного відділу Актюбинського фронту.
У 1918 році — голова виконавчого комітету Царьовської повітової ради Астраханської губернії.
З грудня 1918 року — член Революційної військової ради Оренбурзького фронту, голова Оренбурзького губернського революційного комітету.
У січні 1919 — березні 1920 року — голова виконавчого комітету Оренбурзької губернської ради.
Одночасно, в 1919 році — військовий комісар Оренбурзької групи військ, начальник політичного відділу Туркестанської армії.
У 1919 році — голова Оренбурзького губернського комітету РКП(б).
З березня 1920 року — комісар Туркестанської залізниці. У 1920—1921 роках — народний комісар шляхів сполучення Киргизької (Казакської) АРСР.
У травні 1921 — квітні 1922 року — член колегії Народного комісаріату робітничо-селянської інспекції РРФСР. З липня 1921 року — голова Комісії сприяння господарським органам Народного комісаріату робітничо-селянської інспекції РРФСР.
У 1922—1929 роках — голова ЦК Спілки працівників освіти. З 19 листопада 1924 року — кандидат у члени Президії ВЦРПС.
З 26 квітня 1923 по 23 травня 1924 року — кандидат у члени Президії Центральної контрольної комісії ВКП(б). З 2 червні 1924 по 18 грудня 1925 року — член Президії Центральної контрольної комісії ВКП(б).
У 1929 році — завідувач організаційного відділу ВЦРПС.
У 1929—1930 роках — голова «Металотресту» і заступник голови Металооб'єднання РРФСР.
У 1931—1934 роках — помічник начальника об'єднання «Союзтранс».
У 1934 — липні 1937 року — керуючий тресту авторемонтного і гаражного обладнання «Гаро» Народного комісаріату місцевої промисловості РРФСР.
11 липня 1937 року заарештований органами НКВС. Засуджений Воєнною колегією Верховного суду СРСР 3 вересня 1937 року до страти, розстріляний того ж дня. Похований на Донському цвинтарі Москви.
4 квітня 1956 року посмертно реабілітований.